# Stelleryt

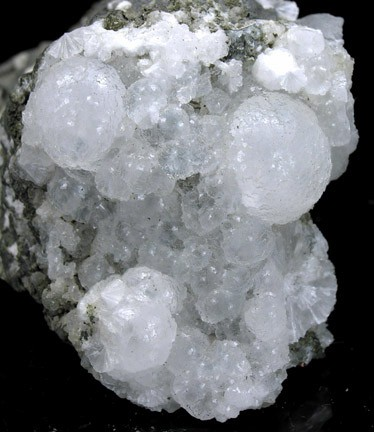

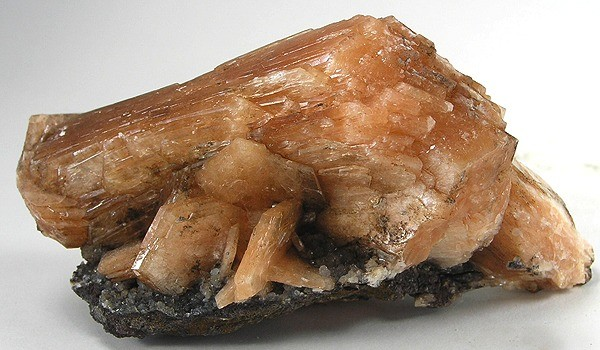
Różnobarwne postacie kryształów stellerytu

Stelleryt – minerał z gromady krzemianów należący do grupy zeolitów. Należy do grupy minerałów bardzo rzadkich. 
Nazwany na cześć Georga Wilhelma Stellera (1709-1746), niemieckiego zoologa, odkrywcy Wysp Komandorskich.

## Właściwości
Zazwyczaj tworzy kryształy o pokroju sferycznym, gwiaździstym lub tabliczkowym.

## Występowanie
Występuje w tufach diabazowych na Wyspach Komandorskich oraz w innych miejscach występowania diabazu na świecie.
Miejsca występowania: Argentyna, Australia, Austria, USA, Chiny, Francja, Rosja, Szwajcaria.

## Zastosowanie
- poszukiwany przez kolekcjonerów